# Bradu (rzeka)
Bradu – rzeka w Rumunii, dopływ rzeki Aluta.